# Chrysosoma tuberculatum
Chrysosoma tuberculatum är en tvåvingeart som beskrevs av Charles Howard Curran 1927. Chrysosoma tuberculatum ingår i släktet Chrysosoma och familjen styltflugor.
Artens utbredningsområde är Elfenbenskusten. Inga underarter finns listade i Catalogue of Life.